# Палуде (Фођа)
Палуде (итал. Palude) је насеље у Италији у округу Фођа, региону Апулија.
Према процени из 2011. у насељу је живело 53 становника. Насеље се налази на надморској висини од 1 м.